# Zrakoplovna baza Hamadan
Zrakoplovna baza Hamadan (IATA kod: nema, ICAO kod: OIHS) smještena je pokraj Šarohijeve ulice 47 km sjeverno od grada Hamadana u Hamadanskoj pokrajini na zapadu Irana. Nalazi se na nadmorskoj visini od 1710 m. Zrakoplovna baza ima tri asfaltirane uzletno-sletne staze dužine 3936, 4458 i 4359 m, a koriste je oružane snage Irana.

## Vanjske poveznice
- (engl.) DAFIF, World Aero Data: OIHS  Arhivirana inačica izvorne stranice od 5. ožujka 2019. (Wayback Machine)
- (engl.) DAFIF, Great Circle Mapper: OIHS